# Сальватьєрра-де-Сантьяго
Сальватьєрра-де-Сантьяго (ісп. Salvatierra de Santiago) — муніципалітет в Іспанії, у складі автономної спільноти Естремадура, у провінції Касерес. Населення — 289 осіб (2010).
Муніципалітет розташований на відстані близько 230 км на південний захід від Мадрида, 34 км на південний схід від Касереса.

## Демографія
Динаміка населення (INE ):

## Галерея зображень
- Розташування муніципалітету у провінції Касерес